# You’re a Mean One, Mr. Grinch
«You’re a Mean One, Mr. Grinch» (прибл. «Ты гадкий, Мистер Гринч») — рождественская песня, которая была изначально написана для мультфильма 1966 года «Как Гринч украл Рождество».

## История
Музыка была написана Альбертом Хэйгом, а песню исполнил Терл Равенскрофт. В тексте песни Гринч описывается как грубый, невоспитанный и зловещий, используя все более творческие оскорбления, метафоры и сравнения, начиная со строки «Ты гадкий, Мистер Гринч».
Из-за того, что Равенскрофт не был упомянут в титрах мультфильма, исполнение часто ошибочно приписывают Борису Карлоффу, который озвучивал Гринча в мультфильме 1966 года, но при этом не умел петь. Кроме него, некоторые предполагали, что исполнителем был Теннесси Эрни Форд.

## Другие версии
С некоторыми переделками, песня была использована и в других экранизациях «Гринча». Джим Керри, поплотивший персонажа в экранизации 2000 года, спел слегка окращённую версию песни в стиле биг-бэнда 1940-х годов. Версия песни Боба Мэлоуна была использована в первом тизер-трейлере мультфильма 2018 года Гринч. Позже Тайлер и Дэнни Эльфман, которые составляли партитуру мультфильма, сотрудничали над новой версией песни, которая была показана в финальном трейлере, а позже и в начале самого мультфильма.
Песня также была исполнена альтернативной рок-группой из Нью-Джерси The Whirling Dervishes. Писатель Крис Джордан из Asbury Park Press назвал их версию «удивительно развратной в лучших традициях праздника» и отметил, что их версия «стала классикой Джерси».
Другие артисты, записавшие свои версии, включают Си Ло Грина с группой Straight No Chaser, Эйми Манн, Pentatonix и Линдси Стирлинг.
В 2020 году вокалист Asking Alexandria и We Are Harlot Дэнни Уорсноп вместе с музыкантом и блогером Джаредом Дайнсом сделал метал-кавер.

## Чарты

### Хорактёрская версия
| Чарт (2010–11)                        | Пиковое положение |
| ------------------------------------- | ----------------- |
| США Holiday Digital Songs (Billboard) | 45                |

### Версия Терла Равенскрофта
| Чарт (2019–2023)            | Пиковое положение |
| --------------------------- | ----------------- |
| Канада (Canadian Hot 100)   | 50                |
| Мир (Billboard Global 200)  | 90                |
| США Billboard Hot 100       | 31                |
| США Holiday 100 (Billboard) | 14                |
| США Rolling Stone Top 100   | 24                |